# 波音波音
波音波音（英語： Boing Boing，最早稱為bOING bOING）是一份出版品，最早是以雜誌方式出版，後來轉為成以網站方式出版。最早是由馬克·法蘭腓勒德爾（Mark Frauenfelder）以及卡拉·辛克萊爾（Carla Sinclair）在1988年創辦的刊物（zine），刊物的副標題是「世界上最棒的神經誌」（"The World's Greatest Neurozine"）。
在1995年時，波音波音轉變為一網站，並且在2000年1月21日時成為一份網誌（weblog），站台敘述為「蒐羅各種美好的事物」（directory of wonderful things）。
經過了一段時間，另外三位編輯—科利·多克托羅（Cory Doctorow）、大衛·培思考維茲（David Pescovitz）以及潔妮·賈丁（Xeni Jardin），也共同加入了馬克·法蘭腓勒德爾的行列。
在2004年時，波音波音成立了「快樂突變」公司（Happy Mutants LLC），並且由約翰·巴特勒（John Battelle）擔任經理工作。
一般來說，波音波音報導的主題包括科技、未來主義、科幻小說、以及智慧財產權等主題。

## 外部連結
- Boing Boing: A Directory of Wonderful Things